# 456. п. н. е.

## Смрти
- Есхил